# Lowgap
Lowgap è un census-designated place (CDP) degli Stati Uniti d'America, situato nello stato della Carolina del Nord, nella contea di Surry. Secondo il censimento del 2020 gli abitanti di Lowgap ammontavano a 267.
La città è chiamata così per la sua posizione nei Monti Blue Ridge.